# Brinon-sur-Sauldre
Pour les articles homonymes, voir Brinon et Sauldre (homonymie).
Brinon-sur-Sauldre est une commune française située dans le département du Cher en région Centre-Val de Loire.

## Géographie

### Localisation
Le village est situé en Sologne à une vingtaine de kilomètres à l'est de Lamotte-Beuvron et à une vingtaine de kilomètres au sud-ouest de Sully-sur-Loire. Il est situé sur la Grande Sauldre, un peu au sud du canal de la Sauldre. Le paysage est essentiellement forestier (Sologne).
La commune faisait partie du canton d'Argent-sur-Sauldre ; depuis 2015, à la suite du redécoupage des cantons du département, elle fait partie du canton d'Aubigny-sur-Nère.

### Communes limitrophes
| Chaon (Loir-et-Cher)                   | Isdes (Loiret)          | Cerdon (Loiret) |
|                                        | Brinon-sur-Sauldre      | Clémont         |
| Pierrefitte-sur-Sauldre (Loir-et-Cher) | Souesmes (Loir-et-Cher) | Sainte-Montaine |

### Climat
Pour des articles plus généraux, voir Climat du Centre-Val de Loire et Climat du Cher.
En 2010, le climat de la commune est de type climat océanique dégradé des plaines du Centre et du Nord, selon une étude du CNRS s'appuyant sur une série de données couvrant la période 1971-2000. En 2020, Météo-France publie une typologie des climats de la France métropolitaine dans laquelle la commune est exposée à un climat océanique altéré et est dans la région climatique  Centre et contreforts nord du Massif Central, caractérisée par un air sec en été et un bon ensoleillement. 
Pour la période 1971-2000, la température annuelle moyenne est de 10,8 °C, avec une amplitude thermique annuelle de 15,6 °C. Le cumul annuel moyen de précipitations est de 738 mm, avec 11,4 jours de précipitations en janvier et 7,5 jours en juillet. Pour la période 1991-2020, la température moyenne annuelle observée sur la station météorologique la plus proche, située sur la commune de Villemurlin à 15 km à vol d'oiseau, est de 11,6 °C et le cumul annuel moyen de précipitations est de 691,2 mm,. Pour l'avenir, les paramètres climatiques de la commune estimés pour 2050 selon différents scénarios d'émission de gaz à effet de serre sont consultables sur un site dédié publié par Météo-France en novembre 2022.

## Urbanisme

### Typologie
Au 1er janvier 2024, Brinon-sur-Sauldre est catégorisée commune rurale à habitat dispersé, selon la nouvelle grille communale de densité à 7 niveaux définie par l'Insee en 2022.
Elle est située hors unité urbaine et hors attraction des villes,.

### Occupation des sols
L'occupation des sols de la commune, telle qu'elle ressort de la base de données européenne d’occupation biophysique des sols Corine Land Cover (CLC), est marquée par l'importance des forêts et milieux semi-naturels (67,2 % en 2018), en augmentation par rapport à 1990 (65,5 %). La répartition détaillée en 2018 est la suivante : 
forêts (66,7 %), terres arables (11,7 %), prairies (10,9 %), zones agricoles hétérogènes (7,7 %), eaux continentales (1,6 %), zones urbanisées (0,8 %), milieux à végétation arbustive et/ou herbacée (0,5 %), mines, décharges et chantiers (0,1 %). L'évolution de l’occupation des sols de la commune et de ses infrastructures peut être observée sur les différentes représentations cartographiques du territoire : la carte de Cassini (XVIIIe siècle), la carte d'état-major (1820-1866) et les cartes ou photos aériennes de l'IGN pour la période actuelle (1950 à aujourd'hui).

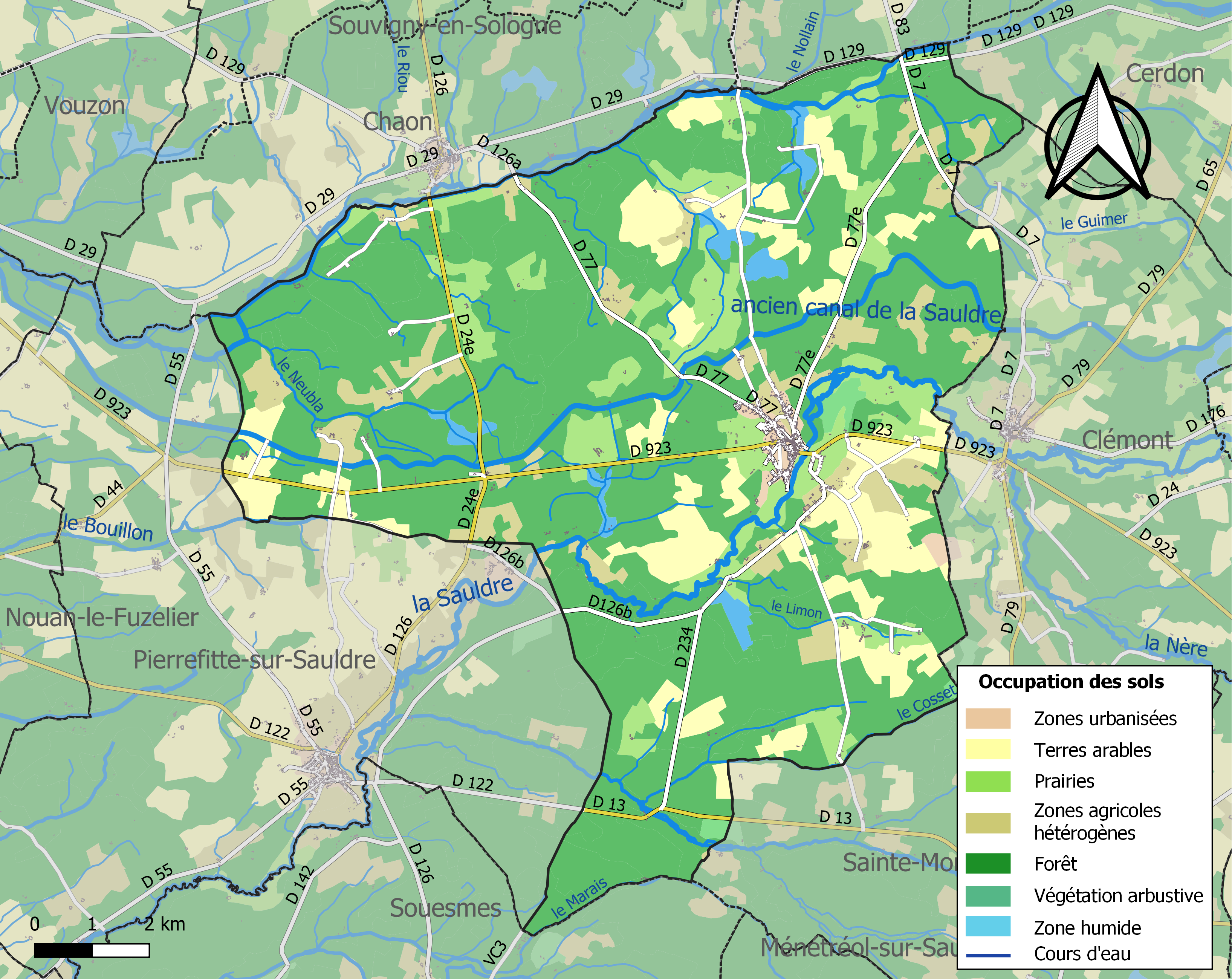
Carte des infrastructures et de l'occupation des sols de la commune en 2018 (CLC).

### Risques majeurs
Le territoire de la commune de Brinon-sur-Sauldre est vulnérable à différents aléas naturels : météorologiques (tempête, orage, neige, grand froid, canicule ou sécheresse), inondations, feux de forêts, mouvements de terrains et séisme (sismicité très faible). Il est également exposé à deux risques technologiques,  le transport de matières dangereuses et la rupture d'un barrage. Un site publié par le BRGM permet d'évaluer simplement et rapidement les risques d'un bien localisé soit par son adresse soit par le numéro de sa parcelle.

#### Risques naturels
Certaines parties du territoire communal sont susceptibles d’être affectées par le risque d’inondation par débordement de cours d'eau, notamment la Sauldre, le Beuvron, l'ancien canal de la Sauldre, le Bouillon et la Boute Vive. La commune a été reconnue en état de catastrophe naturelle au titre des dommages causés par les inondations et coulées de boue survenues en 1982, 1999, 2001 et 2016,.
Le département du Cher est moins exposé au risque de feux de forêts que le pourtour méditerranéen ou le golfe de Gascogne. Néanmoins la forêt occupe près du quart du département et certaines communes sont très vulnérables, notamment les communes de Sologne dont fait partie Brinon-sur-Sauldre. Il est ainsi défendu aux propriétaires de la commune et à leurs ayants droit de porter ou d’allumer du feu dans l'intérieur et à une distance de 200 mètres des bois, forêts, plantations, reboisements ainsi que des landes. L’écobuage est également interdit, ainsi que les feux de type méchouis et barbecues, à l’exception de ceux prévus dans des installations fixes (non situées sous couvert d'arbres) constituant une dépendance d'habitation.

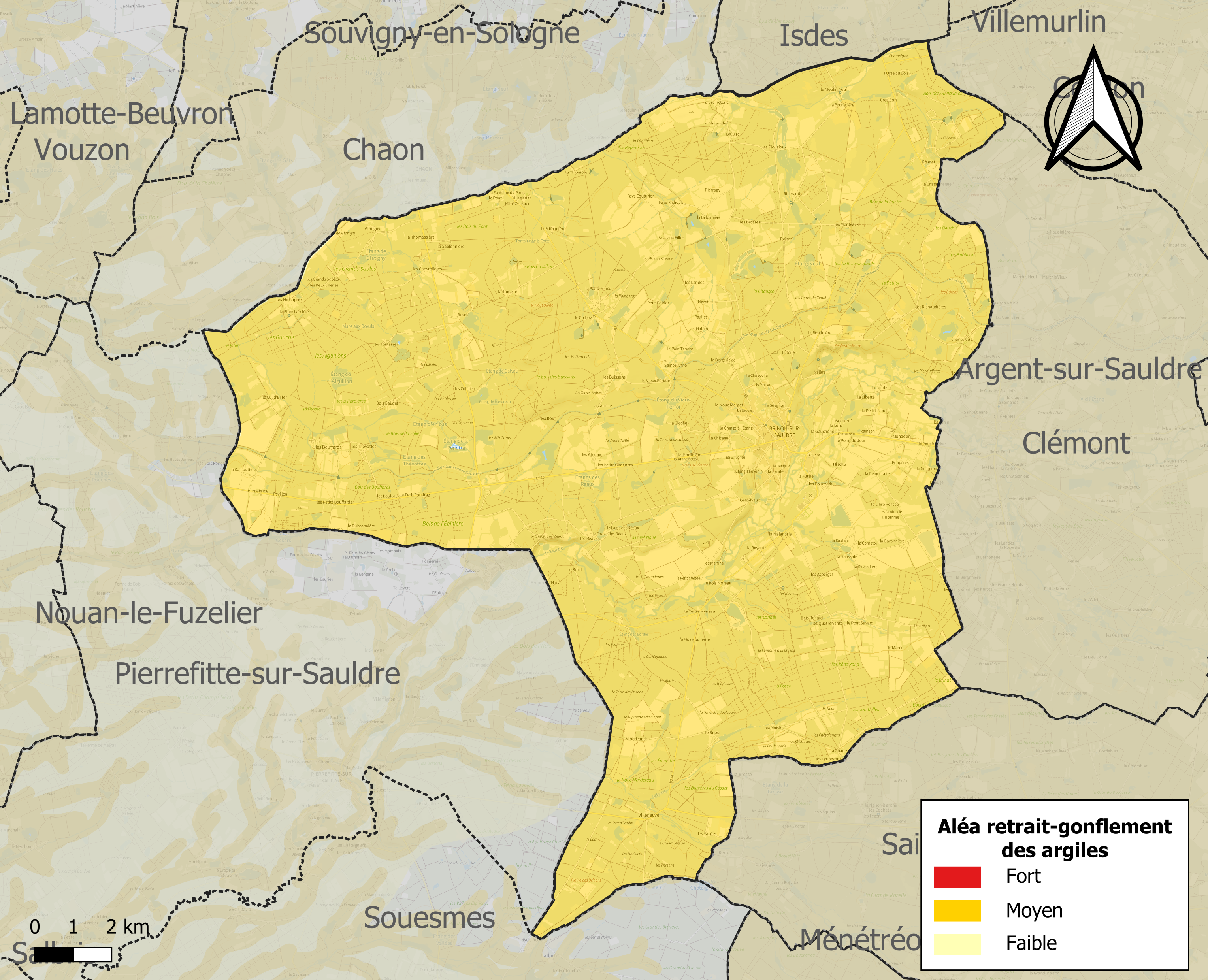
Carte des zones d'aléa retrait-gonflement des sols argileux de Brinon-sur-Sauldre.

La commune est vulnérable au risque de mouvements de terrains constitué principalement du retrait-gonflement des sols argileux. Cet aléa est susceptible d'engendrer des dommages importants aux bâtiments en cas d’alternance de périodes de sécheresse et de pluie. 99,9 % de la superficie communale est en aléa moyen ou fort (90 % au niveau départemental et 48,5 % au niveau national). Sur les 805 bâtiments dénombrés sur la commune en 2019, 805 sont en aléa moyen ou fort, soit 100 %, à comparer aux 83 % au niveau départemental et 54 % au niveau national. Une cartographie de l'exposition du territoire national au retrait gonflement des sols argileux est disponible sur le site du BRGM,.
Concernant les mouvements de terrains, la commune a été reconnue en état de catastrophe naturelle au titre des dommages causés par la sécheresse en 1989, 2011, 2018 et 2019 et par des mouvements de terrain en 1999.

#### Risques technologiques
Le risque de transport de matières dangereuses sur la commune est lié à sa traversée par des infrastructures routières ou ferroviaires importantes ou la présence d'une canalisation de transport d'hydrocarbures. Un accident se produisant sur de telles infrastructures est en effet susceptible d’avoir des effets graves au bâti ou aux personnes jusqu’à 350 m, selon la nature du matériau transporté. Des dispositions d’urbanisme peuvent être préconisées en conséquence.
La commune est en outre située en aval du barrage de l'étang de Goule, de classe B. À ce titre elle est susceptible d’être touchée par l’onde de submersion consécutive à la rupture de cet ouvrage.

## Histoire
De 1908 à 1934, une gare des tramways de Sologne a fonctionné sur la commune, terminus d'une ligne vers Orléans et au-delà, vers Romorantin. La commune était également desservie par le Chemin de fer du Blanc-Argent de 1902 à 1939 pour les voyageurs et 1973 pour les marchandises, les voies ont été déposées en 1976-1977.

## Politique et administration

### Tendances politiques et résultats
| Scrutin             | Scrutin             | 1er tour | 1er tour | 1er tour | 1er tour | 1er tour | 1er tour | 1er tour | 1er tour | 1er tour | 1er tour | 1er tour | 1er tour | 2d tour | 2d tour | 2d tour | 2d tour | 2d tour | 2d tour |
| Scrutin             | Scrutin             | 1er      | 1er      | %        | 2e       | 2e       | %        | 3e       | 3e       | %        | 4e       | 4e       | %        | 1er     | 1er     | %       | 2e      | 2e      | %       |
| ------------------- | ------------------- | -------- | -------- | -------- | -------- | -------- | -------- | -------- | -------- | -------- | -------- | -------- | -------- | ------- | ------- | ------- | ------- | ------- | ------- |
| Présidentielle 2017 | Présidentielle 2017 |          | LR       | 38,53    |          | FN       | 23,09    |          | EM       | 17,21    |          | LFI      | 8,82     |         | EM      | 61,15   |         | FN      | 38,85   |
| Présidentielle 2022 | Présidentielle 2022 |          | LREM     | 28,37    |          | RN       | 26,80    |          | REC      | 11,21    |          | LR       | 10,68    |         | RN      | 51,00   |         | LREM    | 49,00   |
| Législatives 2022   | 1er                 |          | RE-Ens   | 37,25    |          | LR       | 22,55    |          | RN       | 19,36    |          | PS-Nupes | 10,78    |         | RE      | 73,09   |         | PS      | 26,91   |
| Législatives 2024   | 1er                 |          | RN       | 49,90    |          | RE-Ens   | 39,47    |          | PS-NFP   | 10,22    |          | LO       | 0,41     |         | RN      | 54,53   |         | RE      | 45,47   |

### Liste des maires
| Période                                  | Période      | Identité          | Étiquette | Qualité                                                                                                |
| ---------------------------------------- | ------------ | ----------------- | --------- | --- |
| Les données manquantes sont à compléter. |              |                   |           | |
| 1835                                     | 1860         | Alphonse Soyer    |           | |
| 1959                                     | 1994 (décès) | Jean Boinvilliers | UDR-RPR   | Directeur de journal Député (1958-1981), conseiller général du canton d'Argent-sur-Sauldre (1984-1992) |
| 1994                                     |              | André Dube        |           | |
| mars 2001                                | 2014         | Dominique Girard  | DVD       | |
| mars 2014                                | en cours     | Lionel Pointard,  |           | Ancien artisan, commerçant ou chef d'entreprise                                                        |

## Démographie
Les habitants s'appellent des Brinonnais.

L'évolution du nombre d'habitants est connue à travers les recensements de la population effectués dans la commune depuis 1793. Pour les communes de moins de 10 000 habitants, une enquête de recensement portant sur toute la population est réalisée tous les cinq ans, les populations de référence des années intermédiaires étant quant à elles estimées par interpolation ou extrapolation. Pour la commune, le premier recensement exhaustif entrant dans le cadre du nouveau dispositif a été réalisé en 2007.

En 2022, la commune comptait 972 habitants, en évolution de −2,11 % par rapport à 2016 (Cher : −2,48 %, France hors Mayotte : +2,11 %).
| 1793 | 1800 | 1806  | 1821  | 1831  | 1836  | 1841  | 1846  | 1851  |
| ---- | ---- | ----- | ----- | ----- | ----- | ----- | ----- | ----- |
| 981  | 981  | 1 123 | 1 020 | 1 126 | 1 134 | 1 125 | 1 175 | 1 171 |

| 1856  | 1861  | 1866  | 1872  | 1876  | 1881  | 1886  | 1891  | 1896  |
| ----- | ----- | ----- | ----- | ----- | ----- | ----- | ----- | ----- |
| 1 238 | 1 300 | 1 418 | 1 445 | 1 586 | 1 748 | 1 790 | 1 980 | 2 011 |

| 1901  | 1906  | 1911  | 1921  | 1926  | 1931  | 1936  | 1946  | 1954  |
| ----- | ----- | ----- | ----- | ----- | ----- | ----- | ----- | ----- |
| 2 112 | 2 257 | 2 136 | 1 823 | 1 753 | 1 637 | 1 603 | 1 547 | 1 434 |

| 1962  | 1968  | 1975  | 1982  | 1990  | 1999  | 2006  | 2007  | 2012  |
| ----- | ----- | ----- | ----- | ----- | ----- | ----- | ----- | ----- |
| 1 440 | 1 332 | 1 293 | 1 249 | 1 107 | 1 089 | 1 048 | 1 042 | 1 006 |

| 2017 | 2022 | - | - | - | - | - | - | - |
| ---- | ---- | - | - | - | - | - | - | - |
| 982  | 972  | - | - | - | - | - | - | - |

## Culture locale et patrimoine

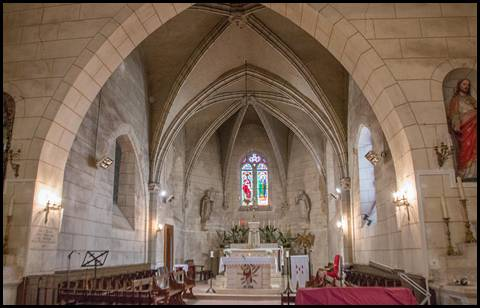
Chœur et abside de l'église.

### Lieux et monuments
- Église Saint-Barthélémy, pourvue d'un caquetoire.
- Château de Brinon-sur-Sauldre.
- Canal de la Sauldre.

### Personnalités liées à la commune
- Jean Charles, marquis de Saint-Nectaire (° 11 novembre 1685 † 23 janvier 1771), seigneur de Brinon-sur-Saudres, marquis de Pisani, baron de Didonne et de Saint-Germain-sur-Vienne dans la Marche, seigneur de Brillac et autres terres en Auvergne, comte de Saint-Victour, maréchal de France. Il fit transférer (provisoirement) le nom de Brinon sur le marquisat de Sainte-Marie (en Guadeloupe), venu de sa femme.
- Jean Boinvilliers, ancien maire de Brinon-sur-Sauldre, conseiller général et député de la deuxième circonscription du Cher (1958-1981).
- François Barberousse, écrivain français, auteur de deux livres à succès dans les années 1930, est né à Brinon-sur-Sauldre, résistant.
- Bernard Fuchs (1916-2005), compagnon de la Libération, décédé le 31 octobre 2005, est inhumé à Brinon-sur-Sauldre où il vécut plusieurs années à la fin de sa vie[32].

### Héraldique
| Blason de Brinon-sur-Sauldre | Blason  | D'azur à trois tours d'or, deux en chef et une en cœur posée sur un mont du même mouvant de la pointe. |
| Blason de Brinon-sur-Sauldre | Détails | Village de l'ancienne province de l'Orléanais (azur et or) baigné par la rivière la Sauldre (azur) et traversé par un canal (azur). Sur la commune, il existait trois châteaux (les trois tours), dont un posé sur une motte castrale (mont) dès le IXe siècle. Création adoptée le 15 octobre 2017. |